# AZ-7,62
AZ-7,62 — штурмовая винтовка азербайджанского производства. Производится Министерством оборонной промышленности с 2016 года. В первый раз был показан в том же году на выставке DSA-2016, который проходил в столице Малайзии, Куала Лумпуре.
Массовое производство идёт с 2016 года. Автомат AZ-7,62 производится исключительно для экспорта.

## Конструкция
Автоматы AZ-7,62 основываются на конструкции автомата Калашникова. Данное оружие способно поражать цели на расстоянии до 1000 м. Темп стрельбы достигает 660 выстрелов в минуту. Принцип работы автоматики основан на отводе части пороховых газов через специальное отверстие в стенки ствола и специальное действие их на поршень. Автомат оснащён прикладом изменяемой длины и несколькими планками Пикатинни.

## Производство
Серийное производство AZ-7,62 началось в 2019 году. По словам Явера Джамалова, министра оборонной промышленности Азербайджана, автоматическая винтовка производится для экспорта, но в случаи необходимости начнутся поставки для военизированных структур Азербайджанской Республики.